# NGC 2397
NGC 2397 is een spiraalvormig sterrenstelsel in het sterrenbeeld Vliegende Vis. Het hemelobject werd op 21 februari 1835 ontdekt door de Britse astronoom John Herschel. Het bevindt zich in de buurt van NGC 2397A en NGC 2397B.

## Synoniemen
- ESO 58-30
- IRAS07214-6854
- PGC 20766